# 葉月美姫
葉月 美姫（はづき みき、8月20日生まれ）は、日本のミュージシャン、シンガーソングライター。広島県尾道市出身。
広島県尾道市出身のシンガーソングライター。
2017 年 3 月に、せとだレモン祭実行委員会の協力のもと、 初の尾道・せとだレモン大使に就任。
子供たちにも歌いやすいレモンの応援歌、「モンモンレモンちゃん」を 作り、尾道レモンの PR 活動を開始する。
2017 年 6 月より尾道教育委員会の協力を得て、公立の小学校・ 幼稚園・保育園での「モンモンレモンちゃん音楽会」を開催。 子ども達に描いてもらった「レモンちゃん」の似顔絵は、1,000 枚を越え、 その 1 枚 1 枚にメッセージを添えて、日々Facebook にて公開中。 「モンモンレモンちゃん」の歌に合わせて踊る園児の数は3000人を越え、老人ホームでも積極的に活動中。 敬老の日には園児たちと一緒に訪問し、好評を博す。 また、「レモンちゃん」の着ぐるみを作り、尾道観光協会公式のキャラクターに採用される。 現在、ゆるキャラグランプリ 2017 にエントリー中。
自身で描く童話の朗読ライブ「レモンちゃんの大冒険」「瀬戸内レモン農家のおじさん」も、子ども達に 大好評。 
これまでに仏像や自然、生きる事などをテーマにしたアルバム、「うたうたこ」「花かんむり」をの 2 枚を リリース。
2016 年 7 月、故郷への思いを込め、子ども達の笑顔を思い浮かべ、満を持して、 「モンモンレモンちゃん」をリリースする。 